# Национален театър „Шота Руставели“
Национален театър „Шота Руставели“ е най-големият и един от най-старите театри на Грузия, разположен в столицата Тбилиси.
Основаният през 1887 г. театър е богато украсен в рококо стил, и носи името на националния поет на Грузия Руставели.

## История и архитектура
Сградата е основана през 1887 г. като „Дружество на артистите“. По искане на Дружеството на няколко известни художници е възложено да изрисуват стенописи по стените и таваните на мазето. Сред тези художници изпъкват имената на изтъкнатите грузински художници Ладо Гудиашвили и Давид Какабадзе, както и дизайнерът на театрални постановки Серж Судейкин, който е известен с работата си за „Балети руси“ и „Столична опера“. В проекта се включват и двама други важни грузински художници – Мозе и Иракли Тойдзе. Шедьоврите, които някога са украсявали долното ниво на театъра в Руставели, са били премахнати през периода на съветската власт и само малка част от стенописите са възстановени.
През 1921 г. сградата е преименувана на Театър Руставели. Изграждането му е финансирано от Александър Манташев и е проектирано от Корнел К. Татищев и Александър Шемкевич, общински архитект на Тбилиси.
От 2002 г. до 2005 г. театърът претърпява задълбочен ремонт, финансиран до голяма степен от грузинския бизнесмен Бидзина Иванишвили.

### Зали
Театърът е дом на три сцени, включително основна сцена (около 800 места), малка сцена (283 места) и театър „Черна кутия“ (182 места) за експериментални представления. Театърът е на разположение и за конференции и събития и разполага с голяма и малка бална зала и малко фоайе.

## Фото галерия
- Ранна снимка на театър Руставели
- Таван Рококо
- Места за публика в основната зала
- Места за публика и декоративен таван

## Външни линкове
- Официален сайт
- Ресурси на уебсайта на грузинския парламент.